# Cybosia eremella
Cybosia eremella là một loài bướm đêm thuộc phân họ Arctiinae, họ Erebidae.